# Гунішев Андрій Вікторович
Гунішев Андрій Вікторович — український продюсер, режисер, сценарист, актор.
Народився 24 серпня 1975 р. в Києві. Закінчив Національний технічний університет України «Київський політехнічний інститут» — КПІ (1997). Закінчив Київський державний інститут театрального мистецтва ім. І. Карпенка-Карого (2003). Актор Театру-студії «ЭТА» (1995—2000).

## Фільмографія
Фільми:
- «Час збирати листя» (1996, к/м, актор, адміністратор),
- «ТЕЛЕГА» (2001, к/м, авт. сценарію, продюсер, 3-є місце на Європейському кінофестивалі к/м фільмів, Обергаузен, 2003),
- «На самому краю світу» (2002, сопродюсер).